# Flèche (résistance des matériaux)
Pour les articles homonymes, voir Flèche.

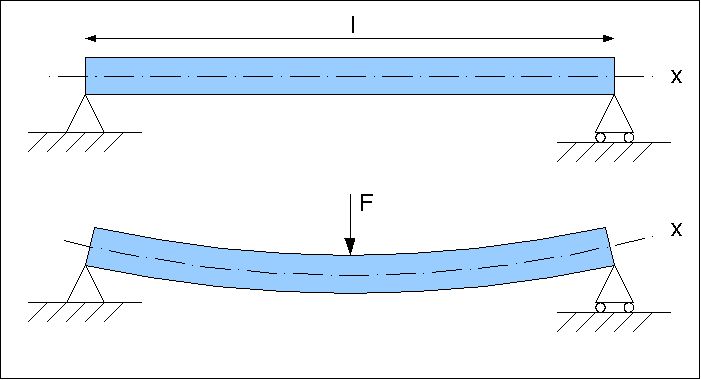
Exemple d'une poutre subissant un effort engendrant une flèche.

En résistance des matériaux, la flèche est usuellement la valeur maximale du déplacement d'une poutre.
En l'absence d'effort normal important, la déformée d'une poutre est liée au moment fléchissant {\displaystyle M(x)} par la relation {\displaystyle EI\cdot {}y''=-M(x)} où {\displaystyle y''} est la dérivée seconde de la déformée, {\displaystyle E} est le module d'élasticité (module de Young) du matériau, et {\displaystyle I} le moment quadratique (à ne pas confondre avec le moment d'inertie) de la section de la poutre. Pour obtenir l'équation de la déformée, on intègre deux fois en déterminant les constantes d'intégration à l'aide des conditions aux limites. Attention, cette formule suppose d'être dans le cadre de petites perturbations ; en particulier, la dérivée seconde de la déformée est alors une bonne approximation de la courbure, d'où la formule ci-dessus.

## Valeurs usuelles de la flèche pour des poutres
- Poutre console avec une charge ponctuelle {\displaystyle p} à une extrémité

{\displaystyle f=-{\frac {p\cdot {}L^{3}}{3\cdot {}EI}}}
- Poutre sur deux appuis simples avec une charge ponctuelle {\displaystyle p} au milieu

{\displaystyle f=-{\frac {p\cdot {}L^{3}}{48\cdot {}EI}}}
- Poutre sur deux appuis simples avec une charge {\displaystyle q} uniformément répartie

{\displaystyle f=-{\frac {5\cdot {}q\cdot {}L^{4}}{384\cdot {}EI}}}